# Kazimierz Deyna
Kazimierz Deyna, poljski nogometaš, * 23. oktober 1947, Starogard Gdański, Poljska, † 1. september 1989, San Diego, ZDA.
Sodeloval je na nogometnemu delu poletnih olimpijskih iger leta 1972 in leta 1976, kjer je z reprezentanco osvojil zlato in srebrno medaljo.